# Charles-Prosper-Maurice Horric de Beaucaire
 (mai 2020).
Si vous disposez d'ouvrages ou d'articles de référence ou si vous connaissez des sites web de qualité traitant du thème abordé ici, merci de compléter l'article en donnant les références utiles à sa vérifiabilité et en les liant à la section « Notes et références ».
Charles-Prosper-Maurice Horric de Beaucaire est un diplomate et historien français, né à Nantes le 15 mai 1854 et mort à Copenhague le 28 mars 1913. Il est ambassadeur de France au Danemark de 1907 à sa mort.

## Biographie
Charles-Prosper-Maurice Horric de Beaucaire est le fils de Léonor Henri Horric de Beaucaire et de Marie-Clémence Rivet. Il épouse Yvonne Le Gonidec de Traissan.
Attaché d'ambassade à Berlin (1876-1879), il est chargé de la légation de France en Serbie (1879), secrétaire d'ambassade à Berlin (1880-1885) et chargé de l'agence diplomatique en Égypte (1886-1887).

## Publications
- Un collaborateur de Richelieu et de Mazarin, Bernard Du Plessis-Besançon (1600-1670) (1895)